# دیوید شور
دیوید شور یک نویسنده، تهیه‌کننده و وکیل بازنشسته کانادایی است.
شهرت وی بیشتر به دلیل کارهایش همچون به سوی جنوب، NYPD Blue و حقوق خانواده و همچنین ساخت سریال دکتر هاوس است.

## زندگی‌نامه

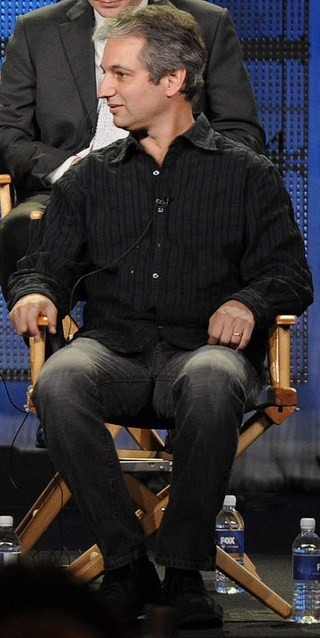
دیوید شور در سال ۲۰۰۹

### اوایل زندگی
او در شهر لندن، انتاریو واقع در کانادا متولد شد. والدین او یهودی هستند. برادران دوقلوی او، افرایم و رابرت، هر دو معلمان تورات هستند. وی تنها عضو خانواده اش است که به تلویزیون راه یافته‌است. هرچند برادر کوچک ترش رافائل شور سه فیلم نامه در مورد خاورمیانه نوشته است.

### تحصیلات
شور در مدرسه لوکاس تحصیل می‌کرد که بعد از آن تحصیلات قبل از فارغ از تحصیلیش را در دانشگاه وسترن انتاریو گذراند. سپس او مدرکش را از دانشگاه تورنتو در رشته حقوق در سال ۱۹۸۲ دریافت کرد. سپس او در کشور خود، کانادا به وکیلی مشغول شد و بعد به لس آنجلس، کالیفرنیا نقل مکان کرد و وارد تلویزیون شد.

### تلویزیون
در ابتدا او نویسندگی سریال به سوی جنوب را بر عهده داشت. سپس او تهیه‌کنندگی سریال NYPD Blue شبکه ای بی سی را بر عهده داشت که نامزد دو جایزه امی شد.
سپس در کارهایی همچون حقوق خانواده، هَک و سنچری سیتی، لس‌آنجلس نقش‌های مهمی را برگردن داشت اما با موفقیت بزرگی مواجه نشد. در سال ۲۰۰۳ پاول آتاناسیو که در سریال‌های شبکه ان بی سی مانند Homicide: Life on the Street و Gideon's Crossing کار کرده بود، به شور نزدیک شد تا نظرش را در مورد ساخت یک سریال کارآگاهی-پزشکی به وی بگوید تا یک سریال موفق را برای شبکه ان بی سی بسازند. نظر پاول این بود که یک سریال کارآگاهی پزشکی بسازند که شخصیت‌های داستان هر دفعه یک معما را حل می‌کنند. سپس شور این ایده را داد که کارآگاه قهرمان این فیلم ویژگی‌هایی همچون کارآگاه معروف شرلوک هولمز داشته باشد.
این قهرمان کسی نیست جز دکتر گرگوری هاوس با نقش آفرینی بازیگر، کمدین و موسیقی دان معروف هیو لوری که نقش اول سریال دکتر هاوس را بر عهده دارد. فصل اول این سریال از شبکه ان بی سی پخش می‌شد که سپس فصل‌های بعدی این سریال از شبکه فکس پخش شد.

### زندگی شخصی
او تا سال ۲۰۱۰ همراه با همسر و سه فرزندش در دره‌های انکینو واقع در کالیفورنیا زندگی می‌کردند که پس از آن به یک خانه بزرگتر در پسیفیک پلسیدس، لس‌آنجلس نقل مکان کردند.